# República Argentina (métro de Madrid)
República Argentina est une station de la ligne 6 du métro de Madrid, en Espagne.

## Situation sur le réseau
La station de métro se situe entre Avenida de América et Nuevos Ministerios.

## Histoire
La station República Argentina entre en service le 11 octobre 1979. Elle fait partie du tracé initial de la ligne 6 entre Pacífico et Cuatro Caminos qui est inauguré par le roi Juan Carlos Ier.

## Services aux voyageurs

### Intermodalité
La station est en correspondance avec les lignes d'autobus n°7, 16, 19, 51, C1, C2, N1 du réseau EMT.